# 隆格伊 (滨海塞纳省)
隆格伊（法語：Longueil，法語發音：[lɔ̃ɡœj]）是法国滨海塞纳省的一个市镇，属于迪耶普区。

## 地理
隆格伊（49°52'59"N, 0°56'56"E）面积11.73 平方千米，位于法国诺曼底大区滨海塞纳省，该省份为法国北部沿海省份，其西部及北部濒大西洋英吉利海峡，东起顺时针与索姆省、瓦兹省、厄尔省和卡爾瓦多斯省接壤。
与隆格伊接壤的市镇（或旧市镇、城区）包括：丹堡、乌维尔拉里维耶尔、滨海基贝维尔、圣但尼达克隆、滨海圣玛格丽特、滨海瓦朗日维尔。

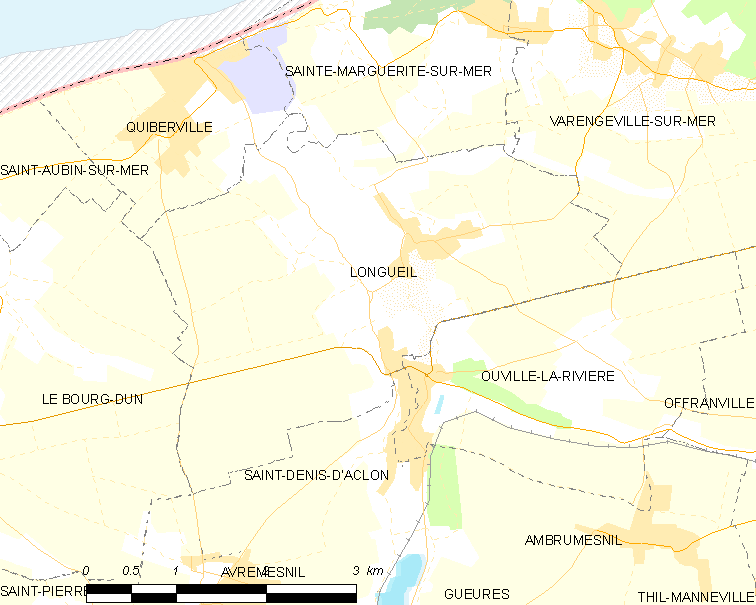
的OSM定位图

隆格伊的时区为UTC+01:00、UTC+02:00（夏令时）。

## 行政
隆格伊的邮政编码为76860，INSEE市镇编码为76395。

## 政治
隆格伊所属的省级选区为迪耶普第一县。

## 人口

1962-2008年间人口变化图示

隆格伊于2022年1月1日时的人口数量为508人。